# Grup Lego
|  | Aquest article tracta sobre l'empresa danesa que produeix les figueres de Lego. Vegeu-ne altres significats a «Lego». |

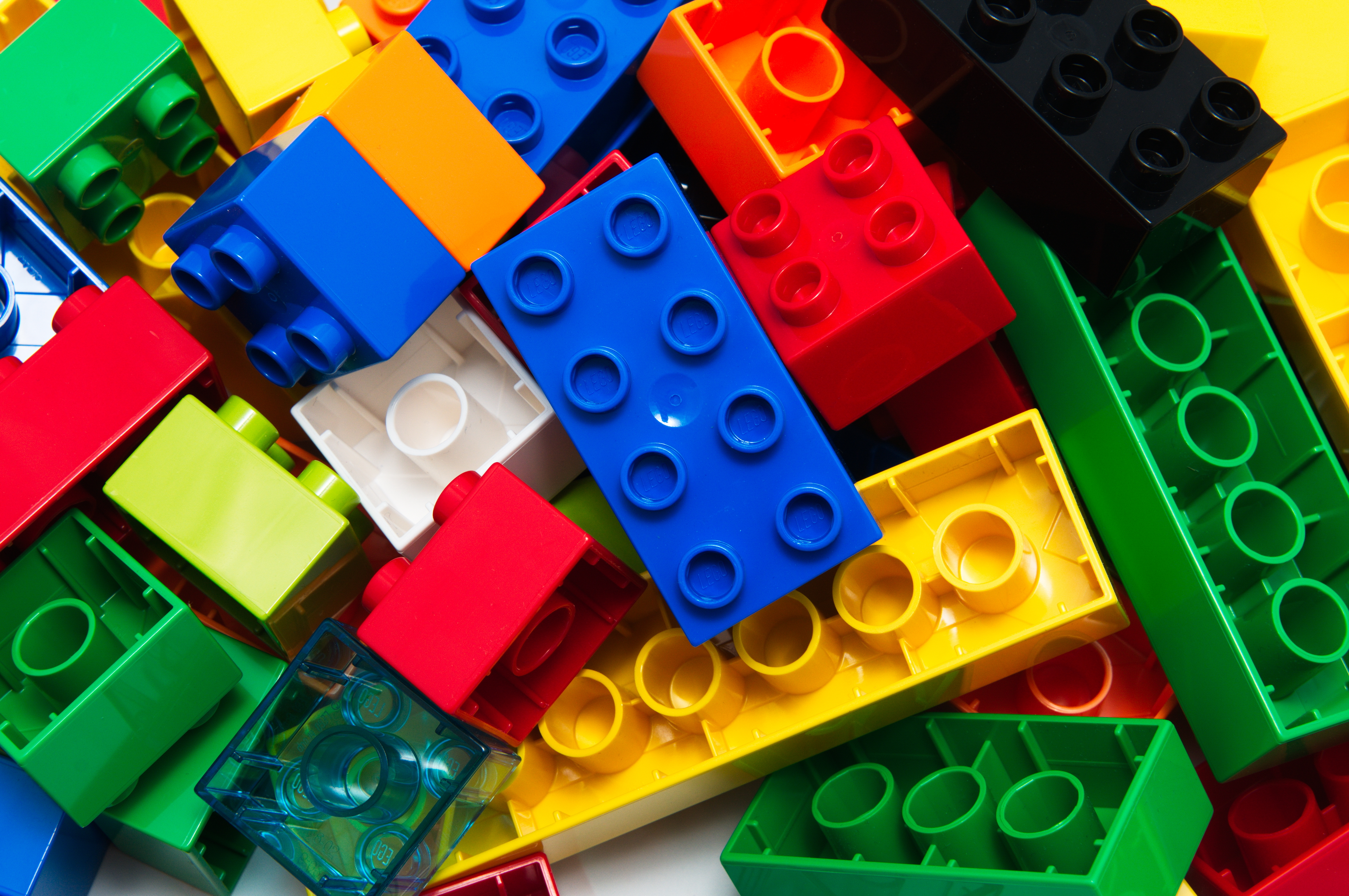
Lego Duplo

El Grup Lego és una empresa de joguines danesa reconeguda principalment pels seus blocs de plàstic interconnectables. El nom Lego fou adoptat per la companyia l'any 1934, que prové del danès "leg godt", que vol dir "juga bé". Fins al 1949, Lego es dedicà exclusivament a fabricar joguines de fusta.

## Història[calcitació]

### Inicis[2]
LEGO no va ser sempre el sistema de blocs plàstics que és avui. Els seus humils orígens van sorgir en el taller d'Ole Kirk Christiansen, un fuster pobre de Billund, Dinamarca. El seu innovador negoci familiar creixeria fins a convertir-se en una de les empreses de joguines més respectades del món.
L'any 1916, Christiansen va obrir un negoci de fusteria a Billund, i es va guanyar la vida construint cases i mobles per a grangers de la regió amb l'ajuda d'un petit equip d'aprenents. El seu taller es cremà l'any 1924 quan un foc, iniciat pels seus dos fills menors, va encendre l'encenall de la fusta. Intrèpid, Ole Kirk va prendre's el desastre com a l'oportunitat de construir un taller més gran, i va dedicar-se a ampliar el seu negoci encara més; no obstant això, la gran depressió aviat produiria un impacte en la seva subsistència. Intentant trobar formes de minimitzar els seus costos de producció, Ole Kirk va començar a produir versions miniatura dels seus productes com a ajuda de disseny. Les seves escales en miniatura i taules de planxar van ser els objectes que van inspirar-lo a produir joguines.

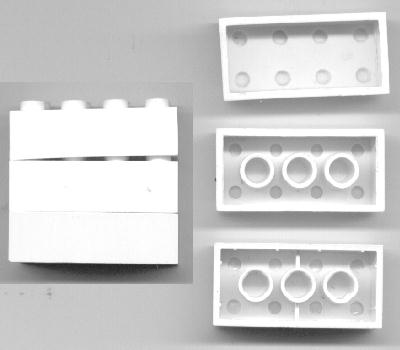
Tres generacions de blocs LEGO. El més antic (extrem superior) es torça.

El taller d'Ole Kirk va començar fent joguines d'arrossegament, cotxes i camions fets de fusta. Va gaudir d'un modest èxit, les famílies eren pobres i sovint incapaces d'adquirir les seves joguines, tot i que alguns grangers de l'àrea a vegades intercanviaven menjar per les seves joguines. Ole Kirk va decidir que havia de continuar produint mobles d'ús pràctic a més a més de les seves joguines per a mantenir-se en el negoci. A mitjans dels anys 30, la moda del yo-yo li va portar un breu període d'activitat, fins al seu sobtat col·lapse. Novament Ole Kirk va saber tornar el seu desavantatge al seu favor, transformant les parts en desús dels yo-yo en rodes per a un camió de joguina. El seu fill Godtfred va començar a treballar per ell i a tenir un rol a l'empresa.
No va ser fins a l'any 1934 que el nom LEGO va ser encunyat per Christiansen arran de la frase leg godt, en danès "juga bé". Alguns afirmen que "LEGO" significa "jo armo" o "jo ensamblo" en llatí, tot i que aquesta és una traducció molt literal d'una forma d'un verb que normalment seria traduïda com "jo llegeixo" o "jo ajunto".
Quan l'ús del plàstic va ser massiu, Ole Kirk es va adaptar als canvis i va començar a produir joguines de l'esmentat material. Una de les primeres joguines modulars produïdes per l'empresa fou un camió que es podia fer i desfer. No va ser fins a l'any 1949 que els blocs de plàstic interconectables, que van dur la companyia a la fama, van ser desenvolupats. Aquests "blocs de construcció automàtics", fabricats d'acetat de cel·lulosa, van ser fets a l'estil dels blocs de fusta tradicionals, que podien ser apilats uns sobre altres; el concepte revolucionari, no obstant això, va ser el fet que els blocs de plàstic podien ser "travats" entre si. Cada bloc posseïa diversos botons plans en la seva cara superior i un fons buit rectangular. Connectant les cares superior i inferior de dos blocs era possible mantenir-los units. L'any 1953, aquests blocs van obtenir un nou nom: LEGO Mursten o blocs LEGO.
La utilització de plàstic per a la fabricació de joguines no va ser ben rebuda per venedors i consumidors de l'època. Molts dels carregaments de LEGO van ser retornats, seguint-los baixes vendes; es considerava llavors que les joguines de plàstic no podrien reemplaçar les de fusta. Cap a l'any 1954, Godtfred s'havia convertit ja en el director administratiu de LEGO, i fou durant una conversa amb un comprador estranger que va obtenir la idea d'un sistema de joguina, veient l'immens potencial dels blocs LEGO per a convertir-se en un sistema de joc creatiu. Els blocs però posseïen encara alguns problemes des del punt de vista tècnic: la seva habilitat per a "lligar-se" era limitada i no eren molt versàtils. No va ser fins a l'any 1958 que surt el disseny dels blocs actuals, sent millorats amb tubs buits en la cara inferior. Aquest canvi va permetre un suport més gran en la base, millorant àmpliament l'habilitat de lligar-se i la seva versatilitat. Ole Kirk Christiansen va morir aquest mateix any i Godtfred va heretar el lideratge de la companyia. A aquest el substituí el seu fill Kjeld l'any 1979.

## Robòtica educativa[calcitació]
Actualment, molts centres educatius de primària i secundària treballen les matèries curriculars i extraescolars de manera interdisciplinària a través de la robòtica educativa. Per fer-ho, utilitzen kits de LEGO ja creats per a aquesta finalitat. Fins fa un temps s'utilitzaven dos sistemes: LEGO WeDo i la seva evolució, LEGO WeDo 2.0. Actualment, ambdós sistemes de robòtica educativa es troben descatalogats pel mateix fabricant, si bé LEGO WeDo 2.0 es continua utilitzant majoritàriament als centres educatius.

### LEGO® WeDo
LEGO® WeDo és un kit de l'empresa LEGO utilitzat en la robòtica educativa, ja que permet programar les figures creades amb el programa Scratch o bé amb el Software WeDo, molt intuïtiu i senzill d'utilitzar. Consta de 158 peces de tipus LEGO, engranatges i politges. També d'altres que es connecten a l'ordinador com els sensors de moviment i inclinació, un motor i un LEGO USB HUB que permet connectar els sensor i el motor a l'ordinador.

### LEGO WeDo 2.0
El seu antecessor és el LEGO® WeDo. Per tant, també és un kit per treballar la robòtica educativa però LEGO WE DO 2.0 permet construir robots i figures sense cables, mitjançant connexió Bluetooth. Tanmateix, aquest està format per 280 peces que inclouen peces tipus LEGO i sensors de moviment i d'inclinació amb Bluetooth que permeten que els robots es moguin sense cables. També conté un Smarthub que pot funcionar amb piles (2 piles AA), o bé amb bateria recarregable, en funció de la configuració del kit.